# Catalina Bauer
Catalina Bauer Novoa (Buenos Aires, 15 de septiembre de 1976) es una artista visual y catedrática chilena de origen argentino.
Estudió licenciatura en artes plásticas en la Universidad Finis Terrae, y posteriormente se especializó en la Universidad de Chile, donde fue alumna de Eugenio Dittborn; además, asistió a los talleres de Pablo Rivera. En su trabajo predomina la figura humana, el uso de fibras y «ciertas manualidades elementales, como trenzar, tejer, urdir o moldear», con las que busca «experimentar desde la apropiación (...) y su recontextualización, poniendo atención a los lugares de exhibición».
El año 2009 recibió una nominación al Premio Altazor de las Artes Nacionales en la categoría grabado y dibujo por Exposición Menester.
Ha participado en varias exposiciones individuales y colectivas durante su carrera, entre ellas la IV Bienal de Moscú (2011), las muestras Menú de Hoy, Exposición Colectiva en el Museo Nacional de Bellas Artes de Chile (2007), Handle with Care, Exposición Colectiva en el Museo de Arte Contemporáneo de Santiago (2005), Albores en el Museo de Antropología de Xalapa (2007), Mientras sea posible, Exposición Colectiva en la Casa de América de Madrid (2010), Material Ligero en el Museo de Arte de las Américas (AMA) de la Organización de Estados Americanos en Washington D. C. y Lleno de algo y nada en el Museo de Artes Visuales de Santiago, entre otras exposiciones en Chile, América Latina, Australia y Europa.